# ビスクラ県
ビスクラ県（アラビア語: ولاية بسكرة Biskra、ベルベル語: Tibeskert）は、アルジェリアの県（ウィラーヤ）。県都はビスクラで、その他にリシュア、シディ・オクバ、カンタラなどの都市がある。
10の郡と27の基礎自治体からなる。トルガ地区の高品質のナツメヤシは世界的に知られる。
2019年12月に西部にあった2郡がウレド・ジェラル県として分離した。